# Calephelis dreisbachi
Calephelis dreisbachi is een vlindersoort uit de familie van de prachtvlinders (Riodinidae), onderfamilie Riodininae.
Calephelis dreisbachi werd in 1971 beschreven door McAlpine.